# العلاقات الغابونية النيوزيلندية
العلاقات الغابونية النيوزيلندية هي العلاقات الثنائية التي تجمع بين الغابون ونيوزيلندا.

## مقارنة بين البلدين
هذه مقارنة عامة ومرجعية للدولتين:
| وجه المقارنة                                              | الغابون                        | نيوزيلندا                                              |
| --------------------------------------------------------- | ------------------------------ | ------------------------------------------------------ |
| المساحة (كم2)                                             | 267.67 ألف                     | 268.02 ألف                                             |
| عدد السكان (نسمة)                                         | 2.03 مليون                     | 4.24 مليون                                             |
| الكثافة السكانية (ن./كم²)                                 | 7.58                           | 15.82                                                  |
| العاصمة                                                   | ليبرفيل                        | ويلينغتون، أوكلاند                                     |
| اللغة الرسمية                                             | لغة فرنسية                     | لغة إنجليزية، اللغة الماورية، لغة الإشارة النيوزيلندية |
| العملة                                                    | فرنك وسط أفريقي                | دولار نيوزيلندي، الجنيه النيوزيلندي                    |
| الناتج المحلي الإجمالي (بليون دولار)                      | 14.62 مليار                    | 205.85 مليار                                           |
| الناتج المحلي الإجمالي (تعادل القوة الشرائية) بليون دولار | 34.65 مليار                    |                                                        |
| الناتج المحلي الإجمالي الاسمي للفرد دولار أمريكي          | 8.27 ألف                       |                                                        |
| الناتج المحلي الإجمالي للفرد دولار أمريكي                 | 19.43 ألف                      |                                                        |
| مؤشر التنمية البشرية                                      | 0.684                          | 0.914                                                  |
| رمز المكالمات الدولي                                      | +241                           | +64                                                    |
| رمز الإنترنت                                              | .ga                            | .nz                                                    |
| المنطقة الزمنية                                           | ت ع م+01:00، توقيت غرب أفريقيا | ت ع م+13:00، ت ع م+12:00                               |

## منظمات دولية مشتركة
يشترك البلدان في عضوية مجموعة من المنظمات الدولية، منها:
| علم المنظمة | اسم المنظمة                               | تاريخ انضمام الغابون | تاريخ انضمام نيوزيلندا |
| ----------- | ----------------------------------------- | -------------------- | ---------------------- |
|             | يونسكو                                    | 16 نوفمبر 1960       | 4 نوفمبر 1946          |
|             | الفريق المعني برصد الأرض                  | ?                    | ?                      |
|             | مؤسسة التمويل الدولية                     | 20 أكتوبر 1970       | 31 أغسطس 1961          |
|             | المركز الدولي لتسوية المنازعات الاستشارية | 14 أكتوبر 1966       | 2 مايو 1980            |
|             | منظمة حظر الأسلحة الكيميائية              | ?                    | ?                      |
|             | مؤسسة التنمية الدولية                     | 4 نوفمبر 1963        | 1 أكتوبر 1974          |
|             | منظمة التجارة العالمية                    | ?                    | ?                      |
|             | وكالة ضمان الاستثمار متعدد الأطراف        | 26 مارس 2003         | 22 أبريل 2008          |
|             | الاتحاد البريدي العالمي                   | ?                    | ?                      |
|             | الاتحاد الدولي للاتصالات                  | 28 ديسمبر 1960       | 3 يونيو 1878           |
|             | منظمة الشرطة الجنائية الدولية             | ?                    | ?                      |
|             | الأمم المتحدة                             | 20 سبتمبر 1960       | 24 أكتوبر 1945         |
|             | البنك الدولي للإنشاء والتعمير             | 10 سبتمبر 1963       | 31 أغسطس 1961          |

## وصلات خارجية
- موقع وزارة الخارجية النيوزيلندية